# Lizzy Clark
Pour les articles homonymes, voir Clark et Lee Clark (homonymie).
Ne doit pas être confondu avec Les Clark (animateur) ou Les Clark.
Lizzy Clark, également nommée Lee Clark, née le 3 avril 1994 à Shrewsbury (Angleterre), est une actrice britannique. Elle est surtout connue pour avoir joué le rôle de Poppy en 2008, dans le téléfilm Dustin Babby, personnage qui est, tout comme elle, porteur du syndrome d'Asperger.

## Carrière
La première expérience professionnelle de Clark a eu lieu en 2008, quand elle a joué aux côtés de Dakota Blue Richards dans le film de la BBC Dustbin Baby, une adaptation du roman éponyme de Jacqueline Wilson. Elle a joué le rôle de Poppy, un adolescent ayant le syndrome d'Asperger. La BBC a déclaré que la condition de Clark lui avait offert une « place unique » pour le rôle. Clark a été la première actrice ayant le syndrome d'Asperger, à dépeindre un personnage de fiction ayant cette même condition. Clark a auditionné pour le rôle après que sa mère, Nicky, ait vu la proposition publiée sur un site web au sujet de l'autisme ; elle a dit : « c'est très positif que la BBC ait choisi une actrice qui a la même condition que le personnage joué. »
Clark a dit que le fait d'être sur le plateau a été la meilleure expérience de sa vie, et même si « au début, c'était un peu intimidant », elle a dit qu'au bout d'un moment, vous « arrêtez de prêter attention aux caméras. » Elle a dit que son « syndrome d'Asperger avait rendu le jeu d'acteur difficile au premier abord, mais que bientôt, sa concentration sur le jeu d'acteur était telle, que plus rien d'autre ne pouvait [la] distraire ».

### Don't Play Me, Pay Me (Ne me jouez pas, payez moi)
Incitée par le rôle de Clark dans Dustbin Baby, la mère de Clark a débuté la campagne Don't Play Me, Pay Me pour tenter de faire cesser l'activité des acteurs qui « jouent les handicapés. » Sa mère a dit que les acteurs sans troubles mentaux qui jouaient des personnages avec des conditions spécifiques étaient le « côté obscur du XXIe siècle », en affirmant que : « nous avons besoin de briser ces barrières. Ils sont inacceptables et indéfendables dans une société moderne, spécialement quand ils sont aussi compétents que les acteurs handicapés qui sont à la fois disposés, désireux, et en mesure de se charger de ces affaires. » Clark est fortement impliquée dans la campagne, et elle a déclaré que :

Il n'y a pas seulement les acteurs handicapés qui sont perdants lorsque des personnes non handicapées sont employées pour les jouer dans des représentations. Les spectateurs pensent avoir un portrait authentique d'une personne handicapée mentale devant eux, alors que ce n'est pas le cas. Ce n'est pas mettre un accent différent ou apprendre ce que c'était que d'être élevé à une autre époque. Vous ne pouvez pas comprendre ce que signifie avoir une déficience mentale, sauf si vous avez vraiment vécu avec. Lorsque des personnes non handicapées essaient de nous dépeindre, elles ont tendance à se replier sur des stéréotypes qui ont fait tant de mal à notre communauté dans le passé.

Les objectifs de la campagne comprennent la mise en place d'un forum pour les acteurs avec handicap cognitif, et « considérer des acteurs en situation de handicap jouant dans des pièces dans lesquelles leur handicap est la chose la moins intéressante à leur sujet. » Dans le cadre de la campagne, sa mère, qui était elle-même actrice, a demandé à l'école de théâtre d'être plus actif dans l'encouragement de la scolarisation des élèves en situation de handicap.

### Non-binarité
Lizzy ou Lee Clark se définit comme non binaire.